# Distròfia de cons i bastons
La distròfia de cons i bastons és una malaltia hereditària que afecta a l'ull i provoca pèrdua de visió. Es considera una varietat de la retinosis pigmentaria, presentant-se amb una freqüència 10 vegades inferior. Afecta a un nen per cada 40.000 naixements, sent l'alteració genètica heterogènia, podent estar implicats diferents gens anòmals. Apareixen casos esporàdics, sense antecedents familiars, i uns altres que presenten una herència de tipus autosòmica dominant, de vegades autosòmica recessiva o amb herència lligada al sexe.
Els primers símptomes apareixen entre els 10 i 30 anys i afecten a tots dos ulls. Consisteixen en disminució progressiva de l'agudesa visual, dificultat per a la percepció dels colors (discromatopsia) i fotofòbia. Posteriorment apareix ceguesa nocturna i perduda progressiva de la visió central, mantenint-se en principi el camp perifèric, que acaba també per perdre's. Evoluciona a ceguesa legal amb més rapidesa que altres formes de retinosis pigmentaria.
Les anomalies de visió són causades per afectació de la retina, on es produeixen acumulacions de pigments, especialment a la regió de la màcula, que és la zona de la retina amb major sensibilitat, afectant les cèl·lules fotorreceptores, principalment als cons i de forma secundària als bastons, aquestes cèl·lules perden la seva funció causant la deficiència d'agudesa visual. Encara que s'estan realitzant recerques, actualment no existeix cap tractament per guarir l'afecció.